# Émile Anthoine
Pour les articles homonymes, voir Anthoine.
Émile Anthoine (9 juin 1882 - 13 décembre 1969) est un athlète français, spécialiste de la marche athlétique.

## Biographie
Émile Anthoine est le fils de Marcien Anthoine, mécanicien, et de Mathilde Roger, couturière.
Il épouse à Annecy, en 1916, Amélie Eugénie Verquin.
Il est connu pour être le fondateur de la grande course sur route Paris-Strasbourg à la marche, faisant suite à la création le 26 août 1926 de la Fédération internationale de marche. Ancien "poilu", et patriote, il incarne avec la création de cette épreuve l'idée d'un sport populaire de compétition en lien avec la nation, et renouant avec l'histoire d'exploit de la marche depuis ses origines jusqu'à sa forme sportive. 
C'est un dirigeant représentatif d'une certaine idée du développement sportif du début du XXe siècle.
En 1924, Émile Anthoine avait suggéré la création d’une épreuve olympique de marche. C’est donc aux JO à Los Angeles que furent courus les premiers 50 km marche, qui remplacèrent la traditionnelle épreuve de marche sur piste de 10 km, qui fut souvent l’occasion d’incidents multiples.
Malgré tout Émile Anthoine a toujours plaidé en faveur de l'instauration aux JO d'une épreuve de 100 km en marche de fond. Car pour lui le marcheur athlétique n'adoptait spontanément un style de déplacement naturel que sur de longues distances au moins supérieures au 50 km. Ce qui du coup permettrait de mettre un terme aux éliminations controversées dues au non-respect de la technique en marche de vitesse.
Il fut président du Cercle des sports de France.
Il fut l'un des rares dirigeant a soutenir la sportive Alice Milliat et Présidente de la FSFI ( Fédération Sportive Féminine Internationale) dans son combat pour l'accession des femmes aux directions des fédérations sportives féminines.  
Un centre sportif sur le Champ-de-Mars, dans le quartier de la tour Eiffel à Paris, porte son nom.
Il meurt le 13 décembre 1969 à Colombes à l'âge de 87 ans.

## Palmarès

### National
Il bat plusieurs records de France de marche athlétique.

### International
Il parvient le 13 juillet 1913, à Paris, à décrocher le record mondial, sur 20 km, en réalisant un temps de 1 h 37 min 57 s. Il garde ce record pendant 20 ans.

## Distinction
- Grand Prix de la Presse Sportive 1949.